# Istočni Ayrshire

Istočni Ayrshire (škotski Siorrachd Inbhir Àir an Ear, engleski: East Ayrshire) je jedna od 32 pokrajine u Škotskoj. Graniči sa Sjevernim Ayrshireom, Renfrewshireom, Južnim Lanarkshireom, Južnim Ayrshireom i Dumfries i Galloway. S Južnim Ayrshireom i Sjevernim Ayrshireom čini veliku krajinu Ayrshire. Nedavno je iznesen prijedlog da se osnuje zajednička upravna jedinica Ayrshire.

## Gradovi i sela
Auchinleck, Catrine, Craigmalloch, Cumnock, Dalmellington ,Dalrymple, Darvel, Drongan, Galston, Greenholm, Hurlford, Kilmarnock, Mauchline, Muirkirk, Netherthird, New Cumnock, Newmilns, Ochiltree, Patna, Riccarton, Stair, Stewarton, Sorn, Trabboch

## Znamenitosti
- Loch Doon
- Dvorac Loch Doon
- Škotski industrijski željeznički centar
- Dvorac Sorn
- Stair House